# Samra/Diskografie
Diese Diskografie ist eine Übersicht über die musikalischen Werke des deutsch-libanesischen Rappers Samra. Den Schallplattenauszeichnungen zufolge hat er bisher mehr als 5,8 Millionen Tonträger verkauft. Er verkaufte alleine in Deutschland über 5,7 Millionen Tonträger, womit er zu den Musikern mit den meisten Tonträgerverkäufen des Landes zählt. Seine erfolgreichste Veröffentlichung ist die Single 110 mit über 815.000 verkauften Einheiten.

## Alben

### Studioalben
| Jahr | Titel Musiklabel                    | Höchstplatzierung, Gesamtwochen, AuszeichnungChartplatzierungen (Jahr, Titel, Musiklabel, Platzierungen, Wochen, Auszeichnungen, Anmerkungen) | Höchstplatzierung, Gesamtwochen, AuszeichnungChartplatzierungen (Jahr, Titel, Musiklabel, Platzierungen, Wochen, Auszeichnungen, Anmerkungen) | Höchstplatzierung, Gesamtwochen, AuszeichnungChartplatzierungen (Jahr, Titel, Musiklabel, Platzierungen, Wochen, Auszeichnungen, Anmerkungen) | Anmerkungen                          |
| Jahr | Titel Musiklabel                    | DE | AT | CH | Anmerkungen                          |
| ---- | ----------------------------------- | --- | --- | --- | ------------------------------------ |
| 2020 | Jibrail & Iblis Urban Records (UMG) | DE1 (22 Wo.)DE | AT1 (16 Wo.)AT | CH1 (22 Wo.)CH | Erstveröffentlichung: 16. April 2020 |
| 2021 | Rohdiamant Urban Records (UMG)      | DE3 (6 Wo.)DE | AT1 (3 Wo.)AT | CH2 (6 Wo.)CH | Erstveröffentlichung: 23. April 2021 |
| 2025 | Kareem Urban Records (UMG)          | DE2 (2 Wo.)DE | AT69 (1 Wo.)AT | CH8 (2 Wo.)CH | Erstveröffentlichung: 11. Juli 2025  |

### Kollaboalben
| Jahr | Titel Musiklabel                            | Höchstplatzierung, Gesamtwochen, AuszeichnungChartplatzierungen (Jahr, Titel, Musiklabel, Platzierungen, Wochen, Auszeichnungen, Anmerkungen) | Höchstplatzierung, Gesamtwochen, AuszeichnungChartplatzierungen (Jahr, Titel, Musiklabel, Platzierungen, Wochen, Auszeichnungen, Anmerkungen) | Höchstplatzierung, Gesamtwochen, AuszeichnungChartplatzierungen (Jahr, Titel, Musiklabel, Platzierungen, Wochen, Auszeichnungen, Anmerkungen) | Anmerkungen                                                                |
| Jahr | Titel Musiklabel                            | DE | AT | CH | Anmerkungen                                                                |
| ---- | ------------------------------------------- | --- | --- | --- | -------------------------------------------------------------------------- |
| 2019 | Berlin lebt 2 Urban Records (UMG)           | DE1 Gold · (51 Wo.)DE | AT1 (65 Wo.)AT | CH1 (52 Wo.)CH | Erstveröffentlichung: 4. Oktober 2019 Verkäufe: + 100.000; mit Capital Bra |
| 2022 | Cataleya Ed1tion Cataleya Edition (iGroove) | DE46 (1 Wo.)DE | — | CH56 (1 Wo.)CH | Erstveröffentlichung: 13. Mai 2022 mit Anonym & Bojan                      |

### EPs
| Jahr | Titel Musiklabel                | Höchstplatzierung, Gesamtwochen, AuszeichnungChartplatzierungen (Jahr, Titel, Musiklabel, Platzierungen, Wochen, Auszeichnungen, Anmerkungen) | Höchstplatzierung, Gesamtwochen, AuszeichnungChartplatzierungen (Jahr, Titel, Musiklabel, Platzierungen, Wochen, Auszeichnungen, Anmerkungen) | Höchstplatzierung, Gesamtwochen, AuszeichnungChartplatzierungen (Jahr, Titel, Musiklabel, Platzierungen, Wochen, Auszeichnungen, Anmerkungen) | Anmerkungen |
| Jahr | Titel Musiklabel                | DE | AT | CH | Anmerkungen |
| ---- | ------------------------------- | --- | --- | --- | --- |
| 2019 | Travolta EP Urban Records (UMG) | DE*DE | AT10 (5 Wo.)AT | CH22 (1 Wo.)CH | Erstveröffentlichung: 26. April 2019 auch als Teil des Boxsets von CB6 veröffentlicht * Verkäufe werden CB6 hinzuaddiert |
| 2023 | Dunja EP Urban Records (UMG)    | DE67 (1 Wo.)DE | AT70 (1 Wo.)AT | CH27 (1 Wo.)CH | Erstveröffentlichung: 19. Mai 2023                                                                                       |

## Singles

### Als Leadmusiker
| Jahr | Titel Album                             | Höchstplatzierung, Gesamtwochen, AuszeichnungChartplatzierungen (Jahr, Titel, Album, Platzierungen, Wochen, Auszeichnungen, Anmerkungen) | Höchstplatzierung, Gesamtwochen, AuszeichnungChartplatzierungen (Jahr, Titel, Album, Platzierungen, Wochen, Auszeichnungen, Anmerkungen) | Höchstplatzierung, Gesamtwochen, AuszeichnungChartplatzierungen (Jahr, Titel, Album, Platzierungen, Wochen, Auszeichnungen, Anmerkungen) | Anmerkungen                                                                                             |
| Jahr | Titel Album                             | DE | AT | CH | Anmerkungen                                                                                             |
| --- | --------------------------------------- | --- | --- | --- | --- |
| 2016 | Lila –                                  | — | — | — | Erstveröffentlichung: 29. Dezember 2016                                                                 |
| 2017 | Criminal –                              | — | — | — | Erstveröffentlichung: 22. April 2017                                                                    |
| 2017 | Die Eins –                              | — | — | — | Erstveröffentlichung: 22. April 2017 feat. Anonym                                                       |
| 2018 | Rohdiamant Rohdiamant EP                | DE26 (3 Wo.)DE | AT37 (2 Wo.)AT | CH37 (1 Wo.)CH | Erstveröffentlichung: 13. April 2018                                                                    |
| 2018 | Roadrunner Rohdiamant EP                | DE42 (4 Wo.)DE | AT53 (2 Wo.)AT | CH39 (2 Wo.)CH | Erstveröffentlichung: 5. Oktober 2018                                                                   |
| 2018 | Cataleya Rohdiamant EP                  | DE1 Gold · (19 Wo.)DE | AT2 (16 Wo.)AT | CH3 (13 Wo.)CH | Erstveröffentlichung: 9. November 2018 Verkäufe: + 200.000                                              |
| 2019 | Harami Travolta EP                      | DE1 Gold · (11 Wo.)DE | AT1 (9 Wo.)AT | CH1 (7 Wo.)CH | Erstveröffentlichung: 5. April 2019 Verkäufe: + 200.000                                                 |
| 2019 | Shoote ma Shoote Travolta EP            | DE14 (8 Wo.)DE | AT13 (8 Wo.)AT | CH15 (6 Wo.)CH | Erstveröffentlichung: 10. April 2019                                                                    |
| 2019 | Ghetto –                                | DE9 (6 Wo.)DE | AT11 (5 Wo.)AT | CH15 (5 Wo.)CH | Erstveröffentlichung: 6. Mai 2019 feat. Capital Bra, Brudi030 & Kalazh44                                |
| 2019 | Wieder Lila –                           | DE1 Platin · (38 Wo.)DE | AT1 (35 Wo.)AT | CH2 (27 Wo.)CH | Erstveröffentlichung: 17. Mai 2019 Verkäufe: + 400.000; mit Capital Bra                                 |
| 2019 | Marlboro rot –                          | DE5 Gold · (7 Wo.)DE | AT5 (6 Wo.)AT | CH7 (5 Wo.)CH | Erstveröffentlichung: 24. Mai 2019 Verkäufe: + 200.000                                                  |
| 2019 | Royal Rumble –                          | DE1 Gold · (10 Wo.)DE | AT3 (7 Wo.)AT | CH4 (5 Wo.)CH | Erstveröffentlichung: 14. Juni 2019 Verkäufe: + 200.000 mit Kalazh44 & Capital Bra feat. Nimo & Luciano |
| 2019 | Tilidin Berlin lebt 2                   | DE1 ×3Dreifachgold · (40 Wo.)DE | AT1 ×2Doppelplatin · (38 Wo.)AT | CH1 (35 Wo.)CH | Erstveröffentlichung: 21. Juni 2019 Verkäufe: + 660.000; mit Capital Bra                                |
| 2019 | Zombie Berlin lebt 2                    | DE1 Gold · (14 Wo.)DE | AT2 (9 Wo.)AT | CH6 (7 Wo.)CH | Erstveröffentlichung: 11. Juli 2019 Verkäufe: + 200.000; mit Capital Bra                                |
| 2019 | Nummer 1 Berlin lebt 2                  | DE1 Gold · (11 Wo.)DE | AT1 (6 Wo.)AT | CH2 (6 Wo.)CH | Erstveröffentlichung: 23. August 2019 Verkäufe: + 200.000; mit Capital Bra                              |
| 2019 | Huracan Berlin lebt 2                   | DE3 Gold · (13 Wo.)DE | AT2 (13 Wo.)AT | CH3 (9 Wo.)CH | Erstveröffentlichung: 5. September 2019 Verkäufe: + 200.000; mit Capital Bra                            |
| 2019 | 110 Berlin lebt 2                       | DE1 ×2Doppelplatin · (44 Wo.)DE | AT2 Gold · (38 Wo.)AT | CH2 (37 Wo.)CH | Erstveröffentlichung: 20. September 2019 Verkäufe: + 815.000; mit Capital Bra feat. Lea                 |
| 2019 | Berlin lebt wie nie zuvor Berlin lebt 2 | DE5 (9 Wo.)DE | AT5 (5 Wo.)AT | CH5 (5 Wo.)CH | Erstveröffentlichung: 4. Oktober 2019 mit Capital Bra                                                   |
| 2019 | Colt Jibrail & Iblis                    | DE2 Gold · (14 Wo.)DE | AT3 (9 Wo.)AT | CH2 (9 Wo.)CH | Erstveröffentlichung: 6. Dezember 2019 Verkäufe: + 200.000                                              |
| 2019 | 95 BPM Jibrail & Iblis                  | DE16 (5 Wo.)DE | AT46 (1 Wo.)AT | CH23 (2 Wo.)CH | Erstveröffentlichung: 11. Dezember 2019                                                                 |
| 2020 | Zu Ende Jibrail & Iblis                 | DE4 Gold · (13 Wo.)DE | AT3 Gold · (7 Wo.)AT | CH8 (4 Wo.)CH | Erstveröffentlichung: 24. Januar 2020 Verkäufe: + 215.000; feat. Elif                                   |
| 2020 | Mon Ami Jibrail & Iblis                 | DE3 Gold · (8 Wo.)DE | AT3 Gold · (6 Wo.)AT | CH4 (5 Wo.)CH | Erstveröffentlichung: 29. Januar 2020 Verkäufe: + 215.000                                               |
| 2020 | Weiss Jibrail & Iblis                   | DE3 Gold · (14 Wo.)DE | AT4 Gold · (7 Wo.)AT | CH4 (7 Wo.)CH | Erstveröffentlichung: 7. Februar 2020 Verkäufe: + 215.000                                               |
| 2020 | Schüsse im Regen Jibrail & Iblis        | DE3 (5 Wo.)DE | AT5 (3 Wo.)AT | CH6 (3 Wo.)CH | Erstveröffentlichung: 21. Februar 2020                                                                  |
| 2020 | 6 Uhr Jibrail & Iblis                   | DE6 (5 Wo.)DE | AT7 (3 Wo.)AT | CH11 (3 Wo.)CH | Erstveröffentlichung: 6. März 2020                                                                      |
| 2020 | Berlin Jibrail & Iblis                  | DE2 (8 Wo.)DE | AT2 (6 Wo.)AT | CH3 (6 Wo.)CH | Erstveröffentlichung: 13. März 2020 feat. Capital Bra                                                   |
| 2020 | BaeBae Jibrail & Iblis                  | DE2 Gold · (11 Wo.)DE | AT5 (7 Wo.)AT | CH5 (9 Wo.)CH | Erstveröffentlichung: 10. April 2020 Verkäufe: + 200.000                                                |
| 2020 | 365 Tage Jibrail & Iblis                | DE4 (6 Wo.)DE | AT4 (4 Wo.)AT | CH7 (4 Wo.)CH | Erstveröffentlichung: 17. April 2020 feat. Capital Bra                                                  |
| 2020 | Miskin –                                | DE10 (3 Wo.)DE | AT14 (2 Wo.)AT | CH23 (2 Wo.)CH | Erstveröffentlichung: 17. Juli 2020                                                                     |
| 2020 | 24 Stunden –                            | DE4 (6 Wo.)DE | AT13 (3 Wo.)AT | CH16 (3 Wo.)CH | Erstveröffentlichung: 7. August 2020                                                                    |
| 2020 | Cr1minel –                              | — | — | — | Erstveröffentlichung: 14. August 2020 feat. Lune                                                        |
| 2020 | Lebst du noch –                         | DE9 (3 Wo.)DE | AT27 (2 Wo.)AT | CH33 (1 Wo.)CH | Erstveröffentlichung: 28. August 2020                                                                   |
| 2020 | Mama –                                  | DE— aDE | — | — | Erstveröffentlichung: 29. September 2020                                                                |
| 2020 | Rohdiamant ٢٠٢٠ Rohdiamant              | DE1 (8 Wo.)DE | AT3 (5 Wo.)AT | CH4 (6 Wo.)CH | Erstveröffentlichung: 2. Oktober 2020                                                                   |
| 2020 | Kennst du das ?! Rohdiamant             | DE1 (3 Wo.)DE | AT8 (2 Wo.)AT | CH9 (2 Wo.)CH | Erstveröffentlichung: 13. November 2020                                                                 |
| 2020 | Lost Rohdiamant                         | DE3 Gold · (20 Wo.)DE | AT7 (12 Wo.)AT | CH8 (7 Wo.)CH | Erstveröffentlichung: 10. Dezember 2020 Verkäufe: + 200.000; feat. Topic42                              |
| 2021 | Goldjunge Rohdiamant                    | DE27 (1 Wo.)DE | AT46 (1 Wo.)AT | CH48 (1 Wo.)CH | Erstveröffentlichung: 15. Januar 2021                                                                   |
| 2021 | SMS Rohdiamant                          | DE6 (4 Wo.)DE | AT15 (2 Wo.)AT | CH18 (2 Wo.)CH | Erstveröffentlichung: 18. Februar 2021                                                                  |
| 2021 | Augen überall Rohdiamant                | DE15 (2 Wo.)DE | AT35 (1 Wo.)AT | CH39 (1 Wo.)CH | Erstveröffentlichung: 12. März 2021 feat. Ano                                                           |
| 2021 | Diebe Rohdiamant                        | DE13 (4 Wo.)DE | AT24 (2 Wo.)AT | CH38 (1 Wo.)CH | Erstveröffentlichung: 2. April 2021                                                                     |
| 2021 | Paradies –                              | DE12 (4 Wo.)DE | AT30 (1 Wo.)AT | CH20 (2 Wo.)CH | Erstveröffentlichung: 20. August 2021 feat. Bojan                                                       |
| 2021 | Ich bin weg (Boro boro) –               | DE9 (8 Wo.)DE | AT16 (6 Wo.)AT | CH12 (7 Wo.)CH | Erstveröffentlichung: 24. September 2021 mit Topic42 feat. Arash                                        |
| 2021 | Canada Goose –                          | DE21 (2 Wo.)DE | AT40 (1 Wo.)AT | CH37 (1 Wo.)CH | Erstveröffentlichung: 5. November 2021                                                                  |
| 2021 | Ghetto Gemälde Cataleya Ed1tion         | DE33 (1 Wo.)DE | AT75 (1 Wo.)AT | CH49 (1 Wo.)CH | Erstveröffentlichung: 19. November 2021 mit Anonym                                                      |
| 2021 | Schockstarre –                          | DE18 (2 Wo.)DE | AT59 (1 Wo.)AT | CH23 (2 Wo.)CH | Erstveröffentlichung: 26. November 2021                                                                 |
| 2021 | Draufgängerjunge –                      | DE38 (1 Wo.)DE | — | CH41 (1 Wo.)CH | Erstveröffentlichung: 10. Dezember 2021                                                                 |
| 2021 | Pourquoi –                              | DE24 (4 Wo.)DE | AT40 (1 Wo.)AT | CH25 (2 Wo.)CH | Erstveröffentlichung: 31. Dezember 2021 feat. Lune                                                      |
| 2022 | MVP Cataleya Ed1tion                    | DE26 (1 Wo.)DE | AT63 (1 Wo.)AT | CH46 (1 Wo.)CH | Erstveröffentlichung: 18. Februar 2022 mit Anonym & Bojan                                               |
| 2022 | When I Die Cataleya Ed1tion             | DE54 (1 Wo.)DE | — | — | Erstveröffentlichung: 22. Februar 2022 mit Anonym & Bojan                                               |
| 2022 | Mein Herz –                             | DE36 (1 Wo.)DE | — | CH84 (1 Wo.)CH | Erstveröffentlichung: 4. März 2022                                                                      |
| 2022 | Money on My Mind Cataleya Ed1tion       | DE67 (1 Wo.)DE | — | — | Erstveröffentlichung: 18. März 2022 mit Anonym & Bojan                                                  |
| 2022 | LV –                                    | DE27 (2 Wo.)DE | AT60 (1 Wo.)AT | CH46 (1 Wo.)CH | Erstveröffentlichung: 29. April 2022                                                                    |
| 2022 | Seele Cataleya Ed1tion                  | DE86 (1 Wo.)DE | — | — | Erstveröffentlichung: 6. Mai 2022 mit Anonym & Bojan                                                    |
| 2022 | Eismond –                               | DE27 (2 Wo.)DE | AT62 (1 Wo.)AT | CH54 (1 Wo.)CH | Erstveröffentlichung: 3. Juni 2022                                                                      |
| 2022 | Amin –                                  | DE28 (1 Wo.)DE | — | CH49 (1 Wo.)CH | Erstveröffentlichung: 24. Juni 2022                                                                     |
| 2022 | Kiss Me –                               | DE13 (4 Wo.)DE | AT40 (2 Wo.)AT | CH30 (2 Wo.)CH | Erstveröffentlichung: 26. August 2022 feat. Topic42                                                     |
| 2022 | Dieses Leben… –                         | DE45 (1 Wo.)DE | — | CH93 (1 Wo.)CH | Erstveröffentlichung: 16. September 2022                                                                |
| 2022 | Augen wieder rot –                      | DE42 (1 Wo.)DE | — | CH71 (1 Wo.)CH | Erstveröffentlichung: 23. September 2022                                                                |
| 2022 | Undercover –                            | DE20 (3 Wo.)DE | AT37 (1 Wo.)AT | CH26 (2 Wo.)CH | Erstveröffentlichung: 30. September 2022                                                                |
| 2022 | Penthousedach –                         | DE17 (3 Wo.)DE | AT34 (1 Wo.)AT | CH23 (2 Wo.)CH | Erstveröffentlichung: 28. Oktober 2022                                                                  |
| 2022 | 6 Minuten –                             | DE25 (2 Wo.)DE | AT71 (1 Wo.)AT | CH49 (1 Wo.)CH | Erstveröffentlichung: 11. November 2022 feat. Alies                                                     |
| 2022 | Regen –                                 | DE70 (1 Wo.)DE | — | — | Erstveröffentlichung: 25. November 2022 feat. Joel Brandenstein                                         |
| 2022 | Macht –                                 | DE69 (1 Wo.)DE | — | — | Erstveröffentlichung: 16. Dezember 2022 feat. AK Ausserkontrolle                                        |
| 2023 | Weiße Orchideen –                       | DE15 (4 Wo.)DE | AT30 (1 Wo.)AT | CH35 (2 Wo.)CH | Erstveröffentlichung: 20. Januar 2023                                                                   |
| 2023 | 1995 –                                  | DE11 (3 Wo.)DE | AT27 (2 Wo.)AT | CH18 (3 Wo.)CH | Erstveröffentlichung: 10. Februar 2023                                                                  |
| 2023 | Ich liebe dich –                        | DE4 (5 Wo.)DE | AT14 (2 Wo.)AT | CH8 (3 Wo.)CH | Erstveröffentlichung: 24. Februar 2023 feat. Sido                                                       |
| 2023 | Karma –                                 | DE12 (4 Wo.)DE | AT18 (2 Wo.)AT | CH16 (2 Wo.)CH | Erstveröffentlichung: 28. April 2023 feat. Mero                                                         |
| 2023 | Müde Dunja EP                           | DE34 (2 Wo.)DE | AT57 (1 Wo.)AT | CH34 (1 Wo.)CH | Erstveröffentlichung: 12. Mai 2023                                                                      |
| 2023 | Ghettokidz –                            | DE93 (1 Wo.)DE | — | — | Erstveröffentlichung: 23. Juni 2023 feat. Bojan                                                         |
| 2023 | Platin –                                | DE71 (1 Wo.)DE | — | — | Erstveröffentlichung: 28. Juli 2023 feat. KC Rebell                                                     |
| 2023 | Kein Morgen –                           | DE67 (1 Wo.)DE | — | — | Erstveröffentlichung: 1. September 2023                                                                 |
| 2023 | Zanka –                                 | DE55 (1 Wo.)DE | — | CH63 (1 Wo.)CH | Erstveröffentlichung: 6. Oktober 2023 feat. Accaoui & Lacrim                                            |
| 2023 | Easy Go –                               | DE56 (1 Wo.)DE | — | CH56 (1 Wo.)CH | Erstveröffentlichung: 13. Oktober 2023 feat. Dardan                                                     |
| 2024 | Geständnis Kareem                       | DE51 (1 Wo.)DE | — | CH61 (1 Wo.)CH | Erstveröffentlichung: 12. April 2024                                                                    |
| 2024 | Feuer über Deutschland Kareem           | DE97 (1 Wo.)DE | — | — | Erstveröffentlichung: 26. April 2024                                                                    |
| 2024 | Weg nach oben Kareem                    | DE87 (1 Wo.)DE | — | — | Erstveröffentlichung: 24. Mai 2024                                                                      |
| 2024 | Alles schon geschrieben Kareem          | DE— bDE | — | — | Erstveröffentlichung: 14. Juni 2024                                                                     |
| 2024 | Blockjunge Kareem                       | DE98 (1 Wo.)DE | — | — | Erstveröffentlichung: 2. August 2024                                                                    |
| 2024 | Ya habibi Kareem                        | DE59 (1 Wo.)DE | — | CH97 (1 Wo.)CH | Erstveröffentlichung: 23. August 2024                                                                   |
| 2024 | Es tut mir leid –                       | DE89 (1 Wo.)DE | — | — | Erstveröffentlichung: 4. Oktober 2024                                                                   |
| 2024 | Wenn du mich siehst Kareem              | DE49 (1 Wo.)DE | — | CH81 (1 Wo.)CH | Erstveröffentlichung: 8. November 2024                                                                  |
| 2025 | Ungebrochen Kareem                      | DE98 (1 Wo.)DE | — | — | Erstveröffentlichung: 21. März 2025                                                                     |
| 2025 | Asozialer Araber Kareem                 | DE67 (1 Wo.)DE | — | — | Erstveröffentlichung: 4. April 2025                                                                     |
| 2025 | Roll durch Berlin Kareem                | DE62 (1 Wo.)DE | — | — | Erstveröffentlichung: 25. April 2025 feat. Kolja Goldstein                                              |
| 2025 | Bei Nacht Kareem                        | DE61 (1 Wo.)DE | — | CH96 (1 Wo.)CH | Erstveröffentlichung: 9. Mai 2025                                                                       |
| Folgende Lieder erschienen nicht als Single, wurden aber durch das Album zum Download und Streaming bereitgestellt und konnten somit eine Platzierung erlangen: |                                         | | | | |
| |                                         | | | | |
| 2019 | Mosaik Travolta EP                      | DE43 (3 Wo.)DE | AT50 (1 Wo.)AT | CH61 (1 Wo.)CH | Charteinstieg: 3. Mai 2019                                                                              |
| 2019 | Lambo Gallardo Travolta EP              | DE90 (1 Wo.)DE | — | — | Charteinstieg: 3. Mai 2019                                                                              |
| 2019 | Purple Rain Berlin lebt 2               | DE50 Gold · (3 Wo.)DE | — | — | Charteinstieg: 25. Oktober 2019 Verkäufe: + 200.000; mit Capital Bra feat. Santos                       |
| 2019 | Lieber Gott Berlin lebt 2               | DE62 (2 Wo.)DE | — | — | Charteinstieg: 25. Oktober 2019 mit Capital Bra                                                         |
| 2019 | So alleine Berlin lebt 2                | DE87 (1 Wo.)DE | — | — | Charteinstieg: 25. Oktober 2019 mit Capital Bra                                                         |
| 2020 | Tief in die Nacht Jibrail & Iblis       | — | AT35 (1 Wo.)AT | CH37 (1 Wo.)CH | Charteinstieg: 26. April 2020 feat. Capital Bra                                                         |
| 2021 | Star Rohdiamant                         | DE— cDE | AT49 (1 Wo.)AT | CH49 (1 Wo.)CH | Videoauskopplung: 23. April 2021 Charteinstieg: 2. Mai 2021                                             |
| 2023 | Nie wieder Tilidin Dunja EP             | — | — | CH91 (1 Wo.)CH | Charteinstieg: 28. Mai 2023                                                                             |

### Als Gastmusiker
| Jahr | Titel Album                                                      | Höchstplatzierung, Gesamtwochen, AuszeichnungChartplatzierungen (Jahr, Titel, Album, Platzierungen, Wochen, Auszeichnungen, Anmerkungen) | Höchstplatzierung, Gesamtwochen, AuszeichnungChartplatzierungen (Jahr, Titel, Album, Platzierungen, Wochen, Auszeichnungen, Anmerkungen) | Höchstplatzierung, Gesamtwochen, AuszeichnungChartplatzierungen (Jahr, Titel, Album, Platzierungen, Wochen, Auszeichnungen, Anmerkungen) | Anmerkungen                                                                               |
| Jahr | Titel Album                                                      | DE | AT | CH | Anmerkungen                                                                               |
| --- | ---------------------------------------------------------------- | --- | --- | --- | ----------------------------------------------------------------------------------------- |
| 2016 | u21 AMK                                                          | — | — | — | Erstveröffentlichung: 30. Dezember 2016 Mert feat. Samra                                  |
| 2018 | Hades Mythos                                                     | DE8 (7 Wo.)DE | AT9 (2 Wo.)AT | CH8 (2 Wo.)CH | Erstveröffentlichung: 15. Juni 2018 Bushido feat. Samra                                   |
| 2018 | Für euch alle Mythos                                             | DE1 Gold · (15 Wo.)DE | AT1 (12 Wo.)AT | CH2 (8 Wo.)CH | Erstveröffentlichung: 6. Juni 2018 Verkäufe: + 200.000; Bushido feat. Samra & Capital Bra |
| 2018 | Fight Club Allein                                                | DE3 (6 Wo.)DE | AT5 (2 Wo.)AT | CH9 (2 Wo.)CH | Erstveröffentlichung: 12. Oktober 2018 Capital Bra feat. Samra & AK Ausserkontrolle       |
| 2019 | Fick 31er –                                                      | — | — | — | Erstveröffentlichung: 22. Januar 2019 Joker Bra feat. Samra                               |
| 2019 | Wir ticken CB6                                                   | DE1 Gold · (13 Wo.)DE | AT1 (13 Wo.)AT | CH1 (10 Wo.)CH | Erstveröffentlichung: 15. März 2019 Verkäufe: + 200.000; Capital Bra feat. Samra          |
| 2019 | Ya Salame Millies                                                | DE5 Gold · (7 Wo.)DE | AT5 (5 Wo.)AT | CH8 Platin · (4 Wo.)CH | Erstveröffentlichung: 22. März 2019 Verkäufe: + 220.000; Luciano feat. Samra              |
| 2019 | All In Der Bozz II                                               | — | — | — | Erstveröffentlichung: 14. Juni 2019 Azad feat. Samra                                      |
| 2019 | High Ich und keine Maske                                         | DE16 (7 Wo.)DE | AT22 (3 Wo.)AT | CH18 (6 Wo.)CH | Erstveröffentlichung: 29. August 2019 Sido feat. Samra & Kool Savas                       |
| 2020 | 100k Cash CB7                                                    | DE3 (5 Wo.)DE | AT2 (5 Wo.)AT | CH3 (4 Wo.)CH | Erstveröffentlichung: 28. Februar 2020 Capital Bra feat. Samra                            |
| 2020 | Paris –                                                          | DE42 (1 Wo.)DE | — | CH100 (1 Wo.)CH | Erstveröffentlichung: 20. März 2020 Anonym feat. Samra                                    |
| 2020 | 45 Reset                                                         | DE37 (2 Wo.)DE | AT66 (1 Wo.)AT | CH68 (1 Wo.)CH | Erstveröffentlichung: 15. Mai 2020 Jalil feat. Samra                                      |
| 2020 | Calle Cortado                                                    | DE85 (1 Wo.)DE | — | — | Erstveröffentlichung: 29. Mai 2020 Dú Maroc feat. Samra                                   |
| 2020 | Shakira –                                                        | DE10 (4 Wo.)DE | AT13 (2 Wo.)AT | CH18 (2 Wo.)CH | Erstveröffentlichung: 19. Juni 2020 Kalazh44 feat. Samra                                  |
| 2020 | Unbekannt –                                                      | DE8 (3 Wo.)DE | AT17 (2 Wo.)AT | CH18 (2 Wo.)CH | Erstveröffentlichung: 3. Juli 2020 Bozza feat. Samra                                      |
| 2020 | Tiefschwarz Vollmond                                             | DE2 Gold · (13 Wo.)DE | AT4 (5 Wo.)AT | CH5 (3 Wo.)CH | Erstveröffentlichung: 10. Juli 2020 Verkäufe: + 200.000; Kontra K feat. Samra             |
| 2020 | Al Qu Damm –                                                     | DE24 (2 Wo.)DE | AT48 (1 Wo.)AT | CH55 (1 Wo.)CH | Erstveröffentlichung: 4. September 2020 Bozza feat. Samra                                 |
| 2020 | Gestern nix heute Star Babylon II                                | DE23 (1 Wo.)DE | AT48 (1 Wo.)AT | CH55 (1 Wo.)CH | Erstveröffentlichung: 20. November 2020 Play69 feat. Samra                                |
| 2020 | Hyänen 069                                                       | DE41 (1 Wo.)DE | — | CH79 (1 Wo.)CH | Erstveröffentlichung: 3. Dezember 2020 Vega feat. Samra                                   |
| 2021 | Leere Hände –                                                    | DE2 Gold · (12 Wo.)DE | AT5 (8 Wo.)AT | CH5 (13 Wo.)CH | Erstveröffentlichung: 9. April 2021 Verkäufe: + 200.000; Santos feat. Sido & Samra        |
| 2021 | Egal wie hoch –                                                  | DE36 (1 Wo.)DE | AT66 (1 Wo.)AT | CH96 (1 Wo.)CH | Erstveröffentlichung: 13. Mai 2021 Jumpa feat. Samra & Takt32                             |
| 2021 | Lila –                                                           | DE23 (3 Wo.)DE | AT31 (1 Wo.)AT | CH12 (3 Wo.)CH | Erstveröffentlichung: 20. Mai 2021 Kida feat. Samra                                       |
| 2021 | Raffaelo –                                                       | DE26 (2 Wo.)DE | AT54 (1 Wo.)AT | CH42 (1 Wo.)CH | Erstveröffentlichung: 8. Oktober 2021 Bojan feat. Samra                                   |
| 2022 | Avantgarde 6210                                                  | DE— dDE | — | — | Erstveröffentlichung: 10. Januar 2022 Brudi030 feat. Samra & Kontra K                     |
| 2022 | Check –                                                          | DE49 (1 Wo.)DE | — | CH99 (1 Wo.)CH | Erstveröffentlichung: 2. September 2022 Kool Savas feat. Gringo, Samra & Takt32           |
| 2022 | Valium Zweite Chance                                             | DE27 (2 Wo.)DE | — | — | Erstveröffentlichung: 14. Oktober 2022 1986zig feat. Samra                                |
| 2022 | Weiß nicht wie Blackout                                          | DE80 (1 Wo.)DE | — | — | Erstveröffentlichung: 1. Dezember 2022 AK Ausserkontrolle feat. Samra                     |
| 2023 | Portrait –                                                       | DE60 (1 Wo.)DE | — | — | Erstveröffentlichung: 3. Februar 2023 Damar feat. Samra                                   |
| 2023 | Wichtig –                                                        | DE65 (1 Wo.)DE | — | — | Erstveröffentlichung: 14. April 2023 Sergen feat. Samra                                   |
| 2023 | Gute Frauen lieben schlechte Männer –                            | DE48 (1 Wo.)DE | — | — | Erstveröffentlichung: 4. Mai 2023 PA Sports feat. Samra                                   |
| 2023 | 3 Kugeln –                                                       | DE65 (1 Wo.)DE | — | — | Erstveröffentlichung: 2. Juni 2023 Alies feat. Samra                                      |
| 2023 | Copyright –                                                      | DE— eDE | — | — | Erstveröffentlichung: 29. Juni 2023 Anonym feat. Alpa Gun & Samra                         |
| 2023 | Ghetto –                                                         | DE84 (1 Wo.)DE | — | — | Erstveröffentlichung: 10. August 2023 Olexesh feat. Azad & Samra                          |
| 2023 | Günah –                                                          | DE— fDE | — | — | Erstveröffentlichung: 24. August 2023 Anonym feat. Samra & Summer Cem                     |
| 2023 | 19 Stufen –                                                      | DE— gDE | — | — | Erstveröffentlichung: 29. September 2023 Sanna feat. Samra                                |
| 2024 | Rap Genius                                                       | DE57 (1 Wo.)DE | — | CH81 (1 Wo.)CH | Erstveröffentlichung: 19. April 2024 Kool Savas feat. Samra & Sido                        |
| 2024 | Nie wieder –                                                     | DE73 (1 Wo.)DE | — | — | Erstveröffentlichung: 5. September 2024 Caney030 feat. Samra                              |
| 2025 | Aufgewachsen in Berlin –                                         | DE81 (1 Wo.)DE | — | — | Erstveröffentlichung: 20. Februar 2025 Ngee feat. Samra                                   |
| 2025 | Galatabridge –                                                   | DE87 (1 Wo.)DE | — | — | Erstveröffentlichung: 26. Juni 2025 Kolja Goldstein feat. Samra                           |
| Folgende Lieder erschienen nicht als Single, wurden aber durch das Album zum Download und Streaming bereitgestellt und konnten somit eine Platzierung erlangen: |                                                                  | | | |                                                                                           |
| |                                                                  | | | |                                                                                           |
| 2018 | Schüsse fallen Allein                                            | DE40 (2 Wo.)DE | — | — | Charteinstieg: 9. November 2018 Capital Bra feat. Samra                                   |
| 2018 | Benz Diggi Allein                                                | DE59 (1 Wo.)DE | — | — | Charteinstieg: 9. November 2018 Capital Bra feat. Samra                                   |
| 2019 | Click Click CB6                                                  | DE22 (3 Wo.)DE | — | — | Charteinstieg: 19. April 2019 Capital Bra feat. Samra                                     |
| 2020 | Guerilla Genkidama                                               | — | AT59 (1 Wo.)AT | CH50 (1 Wo.)CH | Charteinstieg: 7. Juni 2020 Farid Bang feat. Samra & Capital Bra                          |
| 2020 | Augen zu Nacht                                                   | DE9 (8 Wo.)DE | AT28 (2 Wo.)AT | CH40 (2 Wo.)CH | Charteinstieg: 11. September 2020 Elif feat. Samra                                        |
| 2021 | An meinem schlechtesten Tag Aus dem Licht in den Schatten zurück | DE20 (2 Wo.)DE | AT47 (1 Wo.)AT | CH73 (1 Wo.)CH | Charteinstieg: 28. Mai 2021 Kontra K feat. Samra                                          |

## Musikvideos
| Jahr | Titel                               | Regie                                              |
| ---- | ----------------------------------- | -------------------------------------------------- |
| 2016 | Die Eins                            | Sergen Isici                                       |
| 2016 | Lila                                | Sergen Isici                                       |
| 2016 | Criminal                            | Sergen Isici                                       |
| 2016 | u21                                 | Farhad Tahir                                       |
| 2018 | Rohdiamant                          | Orkan Çe                                           |
| 2018 | Hades                               | Orkan Çe                                           |
| 2018 | Für euch alle                       | Orkan Çe                                           |
| 2018 | Roadrunner                          |                                                    |
| 2018 | Fight Club                          | Orkan Çe                                           |
| 2018 | Cataleya                            | Orkan Çe                                           |
| 2019 | Instinkte                           | Lukas Piano                                        |
| 2019 | Fick 31er                           | Orkan Çe                                           |
| 2019 | Wir ticken                          | Orkan Çe                                           |
| 2019 | Ya Salame                           | Felix Aaron                                        |
| 2019 | Harami                              | Orkan Çe                                           |
| 2019 | Shoote ma Shoote                    | Sergen Isici                                       |
| 2019 | Ghetto                              | Heiko Hammer                                       |
| 2019 | Wieder Lila                         | Heiko Hammer, Sergen Isici                         |
| 2019 | Marlboro rot                        | Orkan Çe                                           |
| 2019 | Royal Rumble                        | Traviez The Director                               |
| 2019 | Tilidin                             | Heiko Hammer                                       |
| 2019 | Zombie                              | Heiko Hammer                                       |
| 2019 | Nummer 1                            | Heiko Hammer                                       |
| 2019 | High                                | MacDuke                                            |
| 2019 | Huracan                             | Heiko Hammer                                       |
| 2019 | 110                                 | Heiko Hammer                                       |
| 2019 | Berlin lebt 2                       | Heiko Hammer                                       |
| 2019 | Colt                                | Heiko Hammer                                       |
| 2019 | 95 BPM                              | Heiko Hammer                                       |
| 2020 | Zu Ende                             | Heiko Hammer                                       |
| 2020 | Mon Ami                             | Heiko Hammer                                       |
| 2020 | Weiss                               | Sergen Isici                                       |
| 2020 | Schüsse im Regen                    | Sergen Isici                                       |
| 2020 | 100k Cash                           | Heiko Hammer                                       |
| 2020 | 6 Uhr                               | Sergen Isici                                       |
| 2020 | Belin                               | Heiko Hammer                                       |
| 2020 | BaeBae                              | Sergen Isici                                       |
| 2020 | 365 Tage                            | Heiko Hammer                                       |
| 2020 | 45                                  | Alex Blitzz                                        |
| 2020 | Calle                               | Axel Lent                                          |
| 2020 | Shakira                             | Heiko Hammer                                       |
| 2020 | Unbekannt                           | Digitaldonut                                       |
| 2020 | Tiefschwarz                         | Shaho Casado                                       |
| 2020 | Miskin                              | Sergen Isici                                       |
| 2020 | 24 Stunden                          | End2End Media                                      |
| 2020 | Cr1minel                            | Sergen Isici                                       |
| 2020 | Lebst du noch                       | Sergen Isici                                       |
| 2020 | Al Qu Damm                          | Digital Donut                                      |
| 2020 | Mama                                | END2END Media                                      |
| 2020 | Rohdiamant ٢٠٢٠                     | Heiko Hammer                                       |
| 2020 | Kennst du das ?!                    | Sergen Isici                                       |
| 2020 | Gestern nix heute Star              | Heiko Hammer                                       |
| 2020 | Hyänen                              | Nena Brnic                                         |
| 2020 | Lost                                | Sergen Isici                                       |
| 2021 | Goldjunge                           | Vincent Göler                                      |
| 2021 | SMS                                 | Sergen Isici                                       |
| 2021 | Augen überall                       | Sergen Isici                                       |
| 2021 | Diebe                               | Sergen Isici                                       |
| 2021 | Leere Hände                         | Jakub Rzucidlo                                     |
| 2021 | Star                                | Sergen Isici                                       |
| 2021 | Lila                                | Fati.tv                                            |
| 2021 | Paradies                            | Lux Movie                                          |
| 2021 | Ich bin weg (Boro boro)             | Sergen Isici                                       |
| 2021 | Raffaelo                            | Lux Movie                                          |
| 2021 | Canada Goose                        | Fati.tv                                            |
| 2021 | Ghetto Gemälde                      | Lux Movie                                          |
| 2021 | Schockstarre                        | Fati.tv                                            |
| 2021 | Draufgängerjunge                    | Samra, Sergen Isici                                |
| 2021 | Pourquoi                            | Sergen Isici                                       |
| 2022 | Avantgarde                          | Sergen Isici, Melih Saydam                         |
| 2022 | MVP                                 | Sergen Isici                                       |
| 2022 | When I Die                          | Sergen Isici                                       |
| 2022 | Money on My Mind                    | Sergen Isici                                       |
| 2022 | LV                                  | Fati.tv                                            |
| 2022 | Eismond                             | Fati.tv, Yosh Negroni                              |
| 2022 | Amin                                | Fati.tv, Yosh Negroni                              |
| 2022 | Kiss Me                             | Lux Movie                                          |
| 2022 | Check                               | Lux Movie                                          |
| 2022 | Dieses Leben…                       | Lux Movie                                          |
| 2022 | Augen wieder rot                    | Lux Movie                                          |
| 2022 | Undercover                          | Lux Movie                                          |
| 2022 | Valium                              | Mark Rudolph                                       |
| 2022 | Penthousedach                       | Lux Movie                                          |
| 2022 | 6 Minuten                           | Lux Movie                                          |
| 2022 | Regen                               | Lux Movie                                          |
| 2022 | Weiß nicht wie                      | AK Ausserkontrolle, Orkan Çe                       |
| 2023 | Weiße Orchideen                     | Lux Movie                                          |
| 2023 | Portrait                            | Lux Movie                                          |
| 2023 | 1995                                | Gordienko Films                                    |
| 2023 | Ich liebe dich                      | Gordienko Films                                    |
| 2023 | Karma                               | Lux Movie                                          |
| 2023 | Gute Frauen lieben schlechte Männer | Fati.tv                                            |
| 2023 | Müde                                | Fati.tv                                            |
| 2023 | 3 Kugeln                            | Roman Romacher                                     |
| 2023 | Ghettokidz                          | Gordienko Films                                    |
| 2023 | Copyright                           | Timo Leichert                                      |
| 2023 | Platin                              | Gordienko Films                                    |
| 2023 | Günah                               | Timo Leichert                                      |
| 2023 | Kein Morgen                         | Calogero Cimino                                    |
| 2023 | 19 Stufen                           | Offtheproject                                      |
| 2023 | Zanka                               | Michael Jackson, Emin Simsek                       |
| 2023 | Easy Go                             | Fati.tv                                            |
| 2024 | Geständnis                          | Roman Romacher                                     |
| 2024 | Rap Genius                          | Roman Romacher                                     |
| 2024 | Feuer über Deutschland              | Roman Romacher                                     |
| 2024 | Weg nach oben                       | Roman Romacher                                     |
| 2024 | Alles schon geschrieben             | Sergen                                             |
| 2024 | Blockjunge                          | Janusz, Sergen                                     |
| 2024 | Nie wieder                          | Hamza Aydogdu, Fari Arjomand H., Kevin Halat, KHGT |
| 2024 | Es tut mir leid                     | Roman Romacher                                     |
| 2024 | Wenn du mich siehst                 | Rouslan Kortschagin                                |
| 2025 | Aufgewachsen in Berlin              | 030janusz_, Onairberlin                            |
| 2025 | Ungebrochen                         | Sergen Isici, 030janusz_                           |
| 2025 | Asozialer Araber                    | Sergen Isici, 030janusz_                           |
| 2025 | Roll durch Berlin                   | Sergen Isici, 030janusz_                           |
| 2025 | Bei Nacht                           | Daniel Kamyab                                      |
| 2025 | Galatabridge                        | Moonstarmedia                                      |

## Hörbücher
| Jahr | Titel Verlag                  | Anmerkungen                          |
| ---- | ----------------------------- | ------------------------------------ |
| 2025 | 1995 Lichterfelde Riva Verlag | Erstveröffentlichung: 11. April 2025 |

## Promoveröffentlichungen
| Jahr | Titel Album | Anmerkungen                                                  |
| ---- | ----------- | ------------------------------------------------------------ |
| 2019 | Instinkte – | Erstveröffentlichung: 14. Januar 2019 Amazon Music Exclusive |

## Sonderveröffentlichungen

### Alben
| Jahr | Titel Musiklabel                   | Anmerkungen |
| ---- | ---------------------------------- | --- |
| 2018 | Rohdiamant EP Ersguterjunge (Sony) | Erstveröffentlichung: 28. September 2018 nur als Teil der Mythos (Limited Box Edition) von Bushido zu erwerben |

### Lieder
| Jahr | Titel Album                                                      | Anmerkungen                                                                                    |
| ---- | ---------------------------------------------------------------- | ---------------------------------------------------------------------------------------------- |
| 2016 | Caneys Zurück zur Straße                                         | Erstveröffentlichung: 9. September 2016 Alpa Gun feat. Anonym & Samra45                        |
| 2016 | Chaos Zurück zur Straße                                          | Erstveröffentlichung: 9. September 2016 Alpa Gun feat. Samra45                                 |
| 2016 | Game Over Zurück zur Straße                                      | Erstveröffentlichung: 9. September 2016 Alpa Gun feat. M-Jahid, Anonym, Gent, Samra45 & Sergen |
| 2016 | Katastroph Zurück zur Straße                                     | Erstveröffentlichung: 9. September 2016 Alpa Gun feat. Samra45                                 |
| 2016 | Outro Zurück zur Straße                                          | Erstveröffentlichung: 9. September 2016 Alpa Gun feat. M-Jahid, Anonym, Gent, Samra45 & Sergen |
| 2017 | Meine Clique Walter-P                                            | Erstveröffentlichung: 14. Juli 2017 Alpa Gun feat. Samra & Anonym                              |
| 2017 | Unser Weg Walter-P                                               | Erstveröffentlichung: 14. Juli 2017 Alpa Gun feat. Samra                                       |
| 2017 | u21 AMK                                                          | Erstveröffentlichung: 21. September 2017 Mert feat. Samra                                      |
| 2017 | Ghetto Panorama Fick Fame                                        | Erstveröffentlichung: 17. November 2017 Anonym feat. Samra                                     |
| 2017 | Mein Film Fick Fame                                              | Erstveröffentlichung: 17. November 2017 Anonym feat. Samra                                     |
| 2018 | Für euch alle Mythos                                             | Erstveröffentlichung: 28. September 2018 Bushido feat. Samra & Capital Bra                     |
| 2018 | Hades Mythos                                                     | Erstveröffentlichung: 28. September 2018 Bushido feat. Samra                                   |
| 2018 | Benz Diggi Allein                                                | Erstveröffentlichung: 2. November 2018 Capital Bra feat. Samra                                 |
| 2018 | Fight Club Allein                                                | Erstveröffentlichung: 2. November 2018 Capital Bra feat. Samra & AK Ausserkontrolle            |
| 2018 | Schüsse fallen Allein                                            | Erstveröffentlichung: 2. November 2018 Capital Bra feat. Samra                                 |
| 2018 | Ra Raa Hannoveraner                                              | Erstveröffentlichung: 9. November 2018 Anonym feat. Samra                                      |
| 2019 | Click Click CB6                                                  | Erstveröffentlichung: 12. April 2019 Capital Bra feat. Samra                                   |
| 2019 | Wir ticken CB6                                                   | Erstveröffentlichung: 12. April 2019 Capital Bra feat. Samra                                   |
| 2019 | All In Schutzengel EP / Der Bozz II                              | Erstveröffentlichung: 12. Juli 2019 Azad feat. Samra                                           |
| 2019 | Ya Salame Millies                                                | Erstveröffentlichung: 29. August 2019 Luciano feat. Samra                                      |
| 2019 | High Ich und keine Maske                                         | Erstveröffentlichung: 27. September 2019 Sido feat. Samra & Kool Savas                         |
| 2020 | Guerilla Genkidama                                               | Erstveröffentlichung: 29. Mai 2020 Farid Bang feat. Samra & Capital Bra                        |
| 2020 | Augen zu Nacht                                                   | Erstveröffentlichung: 4. September 2020 Elif feat. Samra                                       |
| 2020 | Calle Cortado                                                    | Erstveröffentlichung: 10. September 2020 Dú Maroc feat. Samra                                  |
| 2020 | 100k Cash CB7                                                    | Erstveröffentlichung: 18. September 2020 Capital Bra feat. Samra                               |
| 2020 | Tiefschwarz Vollmond                                             | Erstveröffentlichung: 25. September 2020 Kontra K feat. Samra                                  |
| 2020 | Narben Stash                                                     | Erstveröffentlichung: 15. Oktober 2020 Milonair feat. Samra & Capital Bra                      |
| 2021 | Hyänen 069                                                       | Erstveröffentlichung: 12. Februar 2021 Vega feat. Samra                                        |
| 2021 | 45 Reset                                                         | Erstveröffentlichung: 26. März 2021 Jalil feat. Samra                                          |
| 2021 | Gestern nix heute Star Babylon II                                | Erstveröffentlichung: 2. April 2021 Play69 feat. Samra                                         |
| 2021 | An meinem schlechtesten Tag Aus dem Licht in den Schatten zurück | Erstveröffentlichung: 21. Mai 2021 Kontra K feat. Samra                                        |
| 2022 | Avantgarde 6210                                                  | Erstveröffentlichung: 14. Januar 2022 Brudi030 feat. Samra & Kontra K                          |
| 2022 | Valium Zweite Chance                                             | Erstveröffentlichung: 18. November 2022 1986zig feat. Samra                                    |
| 2023 | Weiß nicht wie Blackout                                          | Erstveröffentlichung: 30. März 2023 AK Ausserkontrolle feat. Samra                             |
| 2023 | Ich seh dich Die Hoffnung klaut mir niemand                      | Erstveröffentlichung: 9. November 2023 Kontra K feat. Samra                                    |
| 2024 | Rap Genius                                                       | Erstveröffentlichung: 19. Juli 2024 Kool Savas feat. Samra & Sido                              |

## Statistik

### Chartauswertung
|                     | DE    | AT    | CH    |
| ------------------- | ----- | ----- | ----- |
| Nummer-eins-Alben   | DE2DE | AT3AT | CH2CH |
| Top-10-Alben        | DE4DE | AT4AT | CH4CH |
| Alben in den Charts | DE6DE | AT6AT | CH7CH |

|                       | DE      | AT     | CH     |
| --------------------- | ------- | ------ | ------ |
| Nummer-eins-Singles   | DE12DE  | AT6AT  | CH3CH  |
| Top-10-Singles        | DE41DE  | AT31AT | CH31CH |
| Singles in den Charts | DE121DE | AT76AT | CH92CH |

### Auszeichnungen für Musikverkäufe
Anmerkung: Auszeichnungen in Ländern aus den Charttabellen bzw. Chartboxen sind in ebendiesen zu finden.
| Land/RegionAuszeichnungen für Musikverkäufe (Land/Region, Auszeichnungen, Verkäufe, Quellen) | Gold       | Platin     | Verkäufe  | Quellen            |
| -------------------------------------------------------------------------------------------- | ---------- | ---------- | --------- | ------------------ |
| Deutschland (BVMI)                                                                           | 21× Gold21 | 4× Platin4 | 5.700.000 | musikindustrie.de  |
| Österreich (IFPI)                                                                            | 4× Gold4   | 2× Platin2 | 120.000   | ifpi.at            |
| Schweiz (IFPI)                                                                               | —          | Platin1    | 20.000    | beta.musikwoche.de |
| Insgesamt                                                                                    | 25× Gold25 | 7× Platin7 |           |                    |